# Naomi Munakata
Naomi Munakata (宗像 直美 Munakata Naomi?,  Hiroshima, 31 de mayo de 1955-São Paulo, 26 de marzo de 2020) fue directora de orquesta, músico y  directora de coro japonesa y brasileña. Durante muchos años estuvo al frente del Coro Osesp y su último trabajo fue como directora principal del Coro Paulistano Mário de Andrade. Murió como resultado de la pandemia de COVID-19.

## Biografía
Nacida en Hiroshima, en 1955, a la edad de dos años se mudó con su familia a Brasil. Comenzó a estudiar piano a los cuatro años y a los siete comenzó a cantar en el coro dirigido por su padre, Motoi Munakata. También estudió violín y arpa y se graduó en composición y dirección en la Facultad de Música del Instituto Musical de São Paulo.
Sus maestros fueron Eleazar de Carvalho, Hugh Ross, Sérgio Magnani, John Neschling, Hans Joachim Koellreutter y Eric Ericson. Recibió el premio al Mejor Director Coral de la Asociación de Críticos de Arte de São Paulo y recibió una beca del gobierno japonés para mejorar en la Universidad de Tokio. Fue directora de la Escuela Municipal de Música de São Paulo y estuvo a cargo del Coro Juvenil del Estado como regente y directora artística. Durante dos décadas dirigió el Coro de Osesp y hasta antes de su muerte, fue directora principal del Coro Paulistano Mário de Andrade y mantenía un programa en Rádio Cultura FM.
En 2012, dirigió el Coro de la Orquesta Sinfónica del Estado de São Paulo, el CD Aylton Escobar Obras para Coro.

## Muerte
Naomi había estado hospitalizada desde el 16 de marzo en el Hospital Alemão Oswaldo Cruz de São Paulo con síntomas de COVID-19. Murió el 26 de marzo de 2020 a causa de un choque séptico a los 64 años.

## Premios y distinciones
- Miembro de la Fundación VITAE para estudiar dirección coral con Eric Ericson, Suecia.
- Director honorario del coro Osesp - título que recibió en 2014
- Diploma de Honor al Mérito del Cónsul General de Japón en honor a ocho mujeres que trabajan en sociedad (20/07/2017)
- Mejor director coral, por la Asociación de Críticos de Arte de São Paulo
- En 1986, recibió una beca del gobierno japonés para mejorar su regencia en la Universidad de Tokio.

## Grabaciones
El CD "Canções do Brasil", con el Coro Osesp, lo lanzó en 2009, su primer CD (sello discográfico Biscoito Fino), en celebración de los 15 años del coro.